# François Balthazar Darracq
François Balthazar Darracq est un homme politique français né le 15 mai 1749 à Dax (Landes) et décédé le 15 octobre 1817 à Saint-Vincent-de-Xaintes (Landes).
Avocat à Dax, il est élu député des Landes au Conseil des Cinq-Cents le 24 vendémiaire an IV. Rallié au coup d'État du 18 Brumaire, il siège au corps législatif jusqu'en 1804. Il s'occupe ensuite d'agriculture et de chimie.